# André Kamperveen Stadion
O André Kamperveen Stadion é um estádio multi-uso localizado na cidade de Paramaribo, capital do Suriname.
Atualmente, o estádio é usado principalmente para jogos de futebol, sendo a casa da Seleção Surinamesa de Futebol.
O estádio tem capacidade para 6 mil pessoas. Originalmente inaugurado como Suriname Stadion, recebeu posteriormente o nome do futebolista André Kamperveen (1924-1982), morto em um assassinato.

## Ligação externa
- Site oficial da Federação Surinamesa de Futebol, salvo no portal Wayback Machine (em inglês e neerlandês)